# Iglesia de San Pedro (Morillas)
La iglesia de San Pedro es un edificio situado en el concejo español de Morillas, en la provincia de Álava.

## Descripción
El edificio se encuentra en el concejo español de Morillas, del municipio de Ribera Alta, perteneciente a la provincia de Álava, en la comunidad autónoma del País Vasco. Se menciona como iglesia parroquial del lugar en el undécimo volumen del Diccionario geográfico-estadístico-histórico de España y sus posesiones de Ultramar de Pascual Madoz, donde aparece descrita con las siguientes palabras: «igl. parr. (San Pedro) servida por un cura beneficiado de nombramiento del ordinario». En el tomo de la Geografía general del País Vasco-Navarro dedicado a Álava y escrito por Vicente Vera y López, se dice lo siguiente: «Su parroquia es de categoría rural de primera clase, dedicada á San Pedro y perteneciente al arciprestazgo de Cuartango».